# McDonald’s Super Smash 2016/17
Der McDonald’s Super Smash 2016/17 war die elfte Saison der auch als HRV Cup bezeichneten neuseeländischen Twenty20-Cricket-Meisterschaft und wurde vom 4. Dezember 2016 bis zum 7. Januar 2017 ausgetragen. Dabei nahmen die traditionellen First-Class-Teams die neuseeländische Distrikte repräsentieren an dem Turnier teil. Im Finale konnte sich die Wellington Firebirds mit 14 Runs gegen Central District Stags durchsetzen.

## Vorgeschichte
Ab dieser Saison übernimmt der Wettbewerb den Namen des Hauptsponsors McDonald’s. Am 2. September wurde der Turnierplan vorgestellt und umfasst 32 Vorrundenspiele und zwei Endrundenspiele. Das Turnier wurde auf die Neuseeländische Ferienzeit verlegt und zahlreiche Spiele in neuseeländische Ferienregionen verlegt.

## Mannschaften
Am Wettbewerb nehmen die Mannschaften der sechs neuseeländischen nationalen First-Class Teams teil:
| Franchise               | Region                                                                                | Heimstadion     |
| ----------------------- | ------------------------------------------------------------------------------------- | --------------- |
| Auckland Aces           | Auckland                                                                              | Eden Park       |
| Canterbury Kings        | Canterbury                                                                            | Hagley Oval     |
| Central Districts Stags | südliche Distrikte der Nordinsel ohne Wellington und nördliche Distrikte der Südinsel | McLean Park     |
| Northern Knights        | nördliche Distrikte der Nordinsel ohne Aukland                                        | Seddon Park     |
| Otago Volts             | südliche Distrikte der Südinsel                                                       | University Oval |
| Wellington Firebirds    | Wellington                                                                            | Basin Reserve   |

## Gruppenphase
Tabelle
| Teams                   | Sp. | S | N | NR | P  | RR     |
| ----------------------- | --- | - | - | -- | -- | ------ |
| Central Districts Stags | 10  | 7 | 2 | 1  | 30 | +0.937 |
| Wellington Firebirds    | 10  | 5 | 5 | 0  | 20 | +0.114 |
| Canterbury Wizards      | 10  | 5 | 5 | 0  | 20 | −0.217 |
| Auckland Aces           | 10  | 5 | 5 | 0  | 20 | −0.227 |
| Northern Knights        | 10  | 4 | 5 | 1  | 18 | −0.043 |
| Otago Volts             | 10  | 3 | 7 | 0  | 12 | −0.417 |

Spiele
| 4. Dezember Scorecard | New Plymouth | Central Districts Stags 198-6 (20)         | – | Canterbury Kings 77-3 (8.5/8.5) |
|                       |              | Central Districts Stags gewinnt mit 7 Runs |   |                                 |

| 4. Dezember Scorecard | Hamilton | Northern Knights 142 (19.3)         | – | Wellington Firebirds 135-9 (20) |
|                       |          | Northern Knights gewinnt mit 7 Runs |   |                                 |

| 4. Dezember Scorecard | Auckland | Auckland Aces 198-5 (20)          | – | Otago Volts 176-7 (20) |
|                       |          | Auckland Aces gewinnt mit 22 Runs |   |                        |

| 10. Dezember Scorecard | New Plymouth | Northern Knights 137-6 (20) | – | Central Districts Stags |
|                        |              | No Result                   |   |                         |

| 11. Dezember Scorecard | Christchurch | Canterbury Kings 133-6 (20)         | – | Auckland Aces 134-4 (19) |
|                        |              | Auckland Aces gewinnt mit 6 Wickets |   |                          |

| 14. Dezember Scorecard | Dunedin | Otago Volts 177-5 (15/15)      | – | Northern Knights 175-9 (15/15) |
|                        |         | Otago Volts gewinnt mit 2 Runs |   |                                |

| 15. Dezember Scorecard | Christchurch | Canterbury Kings 166-5 (20) / 9/1 (0.3)            | – | Wellington Firebirds 166-7 (20) / 5/2 (1) |
|                        |              | Unentschieden (Canterbury gewinnt nach Super Over) |   |                                           |

| 16. Dezember Scorecard | Wellington | Canterbury Kings 199-4 (20)         | – | Wellington Firebirds 190-4 (20) |
|                        |            | Canterbury Kings gewinnt mit 9 Runs |   |                                 |

| 16. Dezember Scorecard | Napier | Central Districts Stags 166-5 (20)         | – | Otago Volts 161-9 (20) |
|                        |        | Central Districts Stags gewinnt mit 5 Runs |   |                        |

| 17. Dezember Scorecard | Hamilton | Auckland Aces 186-6 (20)          | – | Northern Knights 148-6 (20) |
|                        |          | Auckland Aces gewinnt mit 38 Runs |   |                             |

| 18. Dezember Scorecard | Nelson | Central Districts Stags 181-5 (20)         | – | Wellington Firebirds 172-6 (20) |
|                        |        | Central Districts Stags gewinnt mit 9 Runs |   |                                 |

| 18. Dezember Scorecard | Mount Maunganui | Northern Knights 157-5 (20)       | – | Otago Volts 158-2 (17.3) |
|                        |                 | Otago Volts gewinnt mit 8 Wickets |   |                          |

| 18. Dezember Scorecard | Auckland | Canterbury Kings 150 (19.5)         | – | Auckland Aces 156-5 (18.2) |
|                        |          | Auckland Aces gewinnt mit 5 Wickets |   |                            |

| 21. Dezember Scorecard | New Plymouth | Otago Volts 249-3 (20)        | – | Central Districts Stags 248-4 (20) |
|                        |              | Otago Volts gewinnt mit 1 Run |   |                                    |

| 22. Dezember Scorecard | Wellington | Wellington Firebirds 173-5 (20)          | – | Auckland Aces 140 (19.2) |
|                        |            | Wellington Firebirds gewinnt mit 33 Runs |   |                          |

| 23. Dezember Scorecard | Christchurch | Canterbury Kings 157-7 (20)         | – | Otago Volts 150-9 (20) |
|                        |              | Canterbury Kings gewinnt mit 7 Runs |   |                        |

| 23. Dezember Scorecard | Hamilton | Northern Knights 197-5 (20)          | – | Central Districts Stags 187-5 (20) |
|                        |          | Northern Knights gewinnt mit 10 Runs |   |                                    |

| 24. Dezember Scorecard | Auckland | Wellington Firebirds 182-9 (20)         | – | Auckland Aces 180-5 (20) |
|                        |          | Wellington Firebirds gewinnt mit 2 Runs |   |                          |

| 26. Dezember Scorecard | Alexandra | Canterbury Kings 152-8 (20)          | – | Otago Volts 136-8 (20) |
|                        |           | Canterbury Kings gewinnt mit 16 Runs |   |                        |

| 26. Dezember Scorecard | Wellington | Wellington Firebirds 133 (19.4)               | – | Central Districts Stags 134-4 (16.3) |
|                        |            | Central Districts Stags gewinnt mit 6 Wickets |   |                                      |

| 27. Dezember Scorecard | Mount Maunganui | Auckland Aces 142-6 (20)               | – | Northern Knights 143-1 (15.3) |
|                        |                 | Northern Knights gewinnt mit 9 Wickets |   |                               |

| 28. Dezember Scorecard | Alexandra | Otago Volts 159-4 (20)                     | – | Wellington Firebirds 161-4 (16.5) |
|                        |           | Wellington Firebirds gewinnt mit 6 Wickets |   |                                   |

| 29. Dezember Scorecard | New Plymouth | Central Districts Stags 213-5 (20)          | – | Auckland Aces 149 (19.3) |
|                        |              | Central Districts Stags gewinnt mit 64 Runs |   |                          |

| 29. Dezember Scorecard | Mount Maunganui | Canterbury Kings 127-6 (20)            | – | Northern Knights 129-4 (17.5) |
|                        |                 | Northern Knights gewinnt mit 6 Wickets |   |                               |

| 30. Dezember Scorecard | Hamilton | Northern Knights 175-2 (20)                | – | Wellington Firebirds 179-1 (19) |
|                        |          | Wellington Firebirds gewinnt mit 9 Wickets |   |                                 |

| 31. Dezember Scorecard | New Plymouth | Central Districts Stags 190-8 (20)          | – | Canterbury Kings 163 (19.1) |
|                        |              | Central Districts Stags gewinnt mit 27 Runs |   |                             |

| 1. Januar Scorecard | Dunedin | Otago Volts 175-7 (20)         | – | Auckland Aces 176-3 (18) |
|                     |         | Auckland gewinnt mit 7 Wickets |   |                          |

| 2. Januar Scorecard | Christchurch | Canterbury Kings 161-7 (20)   | – | Northern Knights 152-7 (20) |
|                     |              | Canterbury gewinnt mit 9 Runs |   |                             |

| 3. Januar Scorecard | Wellington | Otago Volts 48-1 (5/5)                           | – | Wellington Firebirds 48-6 (5/5) |
|                     |            | Unentschieden (Wellington gewinnt im Super Over) |   |                                 |

| 3. Januar Scorecard | Auckland | Auckland Aces 212-4 (20)                           | – | Central Districts Stags 82-0 (8/8) |
|                     |          | Central Districts gewinnt mit 11 Runs (D/L method) |   |                                    |

## Playoffs

### Halbfinale
| 5. Januar Scorecard | Wellington | Canterbury Kings 151-7 (20)      | – | Wellington Firebirds 155-7 (19.2) |
|                     |            | Wellington gewinnt mit 3 Wickets |   |                                   |

### Finale
| 7. Januar Scorecard | New Plymouth | Wellington Firebirds 172-7 (20) | – | Central Districts Stags 158-8 (20) |
|                     |              | Wellington gewinnt mit 14 Runs  |   |                                    |